# Рамия
Рамията (Boehmeria nivea) е многогодишно храстовидно растение, с височина 1 – 2,5 m.

## Култивиране
Рамията е една от най-старите влакнодайни култури, използвана за направата на тъкани. Листата се берат 4 – 5 пъти в годината.

## Употреба
Влакната се получават след обработка с алкални разтвори (натриева основа, калиева основа); получените влакна имат дължина от 50 до 150 cm и са изключително бели, здрави и устойчиви на гниене.